# Aucklandskarv
Aucklandskarv (Leucocarbo colensoi) är en fågel i familjen skarvar inom ordningen sulfåglar. Den förekommer endast i en ögrupp utanför Nya Zeeland.

## Utseende och läten
Aucklandskarven är en mdelstor (63 cm), svartvit skarv. Den är metalliskt blåglänsande svart på huvud och ovansida, vit på undersidan. På sittande fågel syns en vit vingfläck som ett vingband. Fötterna är skära. I ansiktet saknar den olikt flera släktingar vårtor. Under spelet skäller hanen och låter höra tickande läten, medan honan spinner lågt.

## Utbredning och systematik
Fågeln förekommer i Aucklandöarna utanför Nya Zeeland. Vissa behandlar den som underart till campbellskarven.

### Släktestillhörighet
Aucklandskarv placerades tidigare ofta i släktet Phalacrocorax. Efter genetiska studier som visar på att Phalacrocorax består av relativt gamla utvecklingslinjer har det delats upp i flera mindre, varvid aucklandskarv med släktingar lyfts ut till släktet Leucocarbo.

### Skarvarnas släktskap
Skarvarnas taxonomi har varit omdiskuterad. Traditionellt har de placerats gruppen i ordningen pelikanfåglar (Pelecaniformes) men de har även placerats i ordningen storkfåglar (Ciconiiformes). Molekulära och morfologiska studier har dock visat att ordningen pelikanfåglar är parafyletisk. Därför har skarvarna flyttats till den nya ordningen sulfåglar (Suliformes) tillsammans med fregattfåglar, sulor och ormhalsfåglar.

## Levnadssätt
Aucklandskarven häckar på marken på klipphyllor eller högst upp på branta klippor. Häckplatsen överges när skyddande växtlighet dödas av guano. Vågor har förstört aucklandskarvens bon. Fågeln lever av småfisk och havslevande ryggradslösa djur.

## Status
IUCN kategoriserar arten som sårbar. Den har ett mycket begränsad häckningsområde och är därför känslig för plötsliga framtida händelser. Populationsutvecklingen är okänd, men den tros vara stabil. Världspopulationen uppskattas till 3000 vuxna individer.

## Namn
Fågelns vetenskapliga artnamn hedrar William Colenso (1811–1899), brittisk naturforskare, etnolog, filolog och missionär till Nya Zeeland 1834.